# Скляр, Григорий Михайлович
Григорий Михайлович Скляр (1906—1980) — полковник Советской Армии, участник Великой Отечественной войны, Герой Советского Союза (1943).

## Биография
Григорий Скляр родился 10 января 1906 года в селе Кирилловка Киевской губернии (ныне — Шевченково Звенигородского района Черкасской области Украины). После окончания девяти классов школы работал секретарём райкома ВЛКСМ, окончил первый курс Киевского политехнического института. В 1929 году Скляр был призван на службу в Рабоче-крестьянскую Красную Армию. Окончил инженерное училище и Харьковскую интендантскую академию. С начала Великой Отечественной войны — на её фронтах.
К сентябрю 1943 года подполковник Григорий Скляр командовал 9-м отдельным понтонно-мостовым батальоном 60-й армии Воронежского фронта. Отличился во время битвы за Днепр. 25-26 сентября 1943 года батальон Скляра круглосуточно переправлял советские части на плацдарм на западном берегу Днепра в районе сёл Окуниново и Староглыбов Козелецкого района Черниговской области Украинской ССР. Когда на одном из понтонов погиб весь расчёт, Скляр лично продолжал переправлять на нём бойцов и командиров.
Указом Президиума Верховного Совета СССР от 17 октября 1943 года за «мужество, отвагу и героизм, проявленные в борьбе с немецкими захватчиками» подполковник Григорий Скляр был удостоен высокого звания Героя Советского Союза с вручением ордена Ленина и медали «Золотая Звезда» за номером 3037.
Участвовал в боях советско-японской войны. После её окончания продолжил службу в Советской Армии. В 1956 году в звании полковника Скляр был уволен в запас. Проживал и работал в Бобруйске. Скончался 22 июля 1980 года, похоронен на Бобруйском городском кладбище.
Был также награждён двумя орденами Красного Знамени, орденами Суворова 3-й степени и Красной Звезды, рядом медалей.